# Нікі Хілтон Ротшильд
Нікі Олівія Ротшильд (нар. Гілтон, 5 жовтня 1983)— американська підприємиця, світська левиця, модель і модельєрка, філантропка.
Членкиня сім'ї Гілтон за народженням і сім'ї Ротшильдів через шлюб з Джеймсом Ротшильдом, онуком Віктора Ротшильда, 3-го барона Ротшильда, у 2015 році.

## Життєпис
Народилася в Нью-Йорку, а виросла в Лос-Анджелесі. Вона є молодшою дочкою Річарда Гілтона, спадкоємця сім'ї Гілтон, який працює бізнесменом у сфері нерухомості, і Кеті Гілтон (до шлюбу Аванзіно), колишньої акторки і зведеної сестри Кім і Кайла Річардс. Названа на честь дідуся Конрада «Нікі» Гілтона-молодшого. Має сестру Періс Гілтон (1981 р.н.) і братів Баррона (1989 р.н.) і Конрада (1994 р.н.).
Гілтон має норвезьке, німецьке, італійське, англійське, ірландське та шотландське походження. Вона закінчила монастир Святого Серця, католицьку школу для дівчат у Верхньому Іст-Сайді, у 2001 році. Пройшла курси в Технологічному інституті моди та в новій школі дизайну Parsons, але не має диплома.
15 серпня 2004 року одружилася з другом дитинства, бізнесменом Тоддом Мейстером, але за два місяці шлюб розпався. У 2011 році почала зустрічатися з фінансистом Джеймсом Ротшильдом (1985 р.н.), сином Амшеля Ротшильда. 12 серпня 2014 року заручилася з ним,  а 10 липня 2015 року одружилася в The Orangery в Kensington Palace Gardens в Лондоні, Англія. На весіллі Хілтон була одягнена у сукні Valentino Haute Couture за 77 000 доларів. Народила двох дочок: Лілі Грейс Вікторію (2016) і Теодору «Тедді» Мерилін (2017).

## Кар'єра

### Модний дизайн
У 2004 році Гілтон запустила власну лінійку одягу. Вона також розробила лінію сумок для японської компанії Samantha Thavasa. У 2007 році запустила другу лінійку Nicholai, за вищою ціною. Провела показ мод на сезон весна/літо 2008 року 9 вересня 2007 року в Нью-Йорку під час Тижня моди Mercedes-Benz. У 2014 році випустила колекцію з 10 предметів разом із eLuxe. Вона розробила кожен предмет як відображення особистого стилю і назвала всі вироби на честь жінок у своїй родині, які втілюють стиль кожного виробу.
У 2010 році Гілтон запустила серію ювелірних виробів. Вироби створені в стилі ар-деко, в середньому коштують близько 200 доларів за штуку. У 2015 році випустила капсульну колекцію сумок у рамках співпраці з Linea Pelle. Гілтон сказала, що до неї звернулася Linea Pelle, «щоб створити капсульну колекцію, і я дуже хотіла, щоб вона була класичною. Так як я не хотіла робити ці супермодні сумки, які в наступному сезоні вийдуть з моди».
У серпні 2017 року Гілтон оголосила про співпрацю з Толані над капсульною колекцією «Мама і я». Колекція з'явилася в магазинах навесні 2018 року. У 2019 році Хілтон випустила другу колекцію з Толані, натхненну її подорожами. У лютому 2019 року Гілтон оголосила про свою першу колекцію взуття в партнерстві з French Sole. Лінійка, відома як Nicky Hilton x French Sole, офіційно запущена у вересні 2019 року.

### Моделінг
У 2005 році Гілтон була обличчям австралійської лінії нижньої білизни Antz Pantz разом з Кімберлі Стюарт. Стюарт залишилася в контракт, а Гілтон замінила австралійська модель Меган Мейтленд. Приблизно в цей час вона стає моделлю обкладинки Lucire для новозеландських та румунських видань.

### Інше
У 2006 році Гілтон вступила в партнерство з відкриттям двох готелів Nicky O, першого в Маямі, а другого в Чикаго. Того ж року подала до суду на свого партнера у Федеральний суд Лос-Анджелеса про відшкодування збитків та вимагала заборони на використання ним імені. 12 лютого 2007 року на Гілтон подали до суду за порушення контракту її партнерами.
У 2014 році Гілтон опублікувала свою першу книгу «365 Style», опубліковану Harlequin, дочірньою компанією HarperCollins.
У 2015 році співпрацювала з косметичним брендом Smashbox, що належить Estée Lauder Companies, щоб створити косметичну лінію, що складається з трьох обмежених тиражів косметичних наборів, натхнених кішками (по одному для кожного з її улюблених міст: Нью-Йорка, Лос-Анджелеса та Лондона).

## Філантропія
Нікі Гілтон підтримує цілий ряд благодійних організацій, в тому числі Starlight Дитячого фонду, Make-A-Wish Foundation, гонки на Erase MS і місію порятунку Союзу.